# Episodi di In tour (seconda stagione)
Gli episodi della seconda stagione di In tour vanno in onda dal 24 settembre 2012 su Disney Channel Italia. Il 22 ottobre 2012 è stato trasmesso l'ultimo episodio alle 15:40 e con un episodio speciale dei momenti più belli dei protagonisti dando la fine alla stagione.
| nº | Titolo                              | Prima TV Italia   |
| -- | ----------------------------------- | ----------------- |
| 1  | Www                                 | 24 settembre 2012 |
| 2  | Fan                                 | 25 settembre 2012 |
| 3  | Il tanguéro                         | 26 settembre 2012 |
| 4  | Lo spot                             | 27 settembre 2012 |
| 5  | Una cantante per i Rolling Diamonds | 28 settembre 2012 |
| 6  | Il fantasma del pop                 | 1º ottobre 2012   |
| 7  | Uomini veri                         | 2 ottobre 2012    |
| 8  | L'appuntamento                      | 3 ottobre 2012    |
| 9  | L'illuminazione di Lenny            | 4 ottobre 2012    |
| 10 | Best friends                        | 5 ottobre 2012    |
| 11 | Sordità                             | 8 ottobre 2012    |
| 12 | Mal d'auto                          | 9 ottobre 2012    |
| 13 | La hair staylist                    | 10 ottobre 2012   |
| 14 | Il padre di Alice                   | 11 ottobre 2012   |
| 15 | La sosia                            | 12 ottobre 2012   |
| 16 | A prova di bacio                    | 15 ottobre 2012   |
| 17 | La nuova band                       | 16 ottobre 2012   |
| 18 | Asta                                | 17 ottobre 2012   |
| 19 | Il domatore                         | 18 ottobre 2012   |
| 20 | Instant english                     | 19 ottobre 2012   |
| 21 | Ultima data                         | 22 ottobre 2012   |
| 22 | In Tour - Best Of                   | 22 ottobre 2012   |